# Pulau Pari
Pulau Pari är en ö i Indonesien.   Den ligger i provinsen Banten, i den västra delen av landet, 50 km nordväst om huvudstaden Jakarta. Arean är 0,63 kvadratkilometer.
Terrängen på Pulau Pari är mycket platt. Öns högsta punkt är 11 meter över havet. Den sträcker sig 1,1 kilometer i nord-sydlig riktning, och 2,3 kilometer i öst-västlig riktning.